# Incidente dell'Antonov An-32 dell'Aeronautica militare indiana del 2016
Il 22 luglio 2016, un Antonov An-32 dell'Aeronautica militare indiana è scomparso mentre sorvolava il Golfo del Bengala. Il velivolo era in rotta dalla stazione aerea di Tambaram, nella città di Chennai, sulla costa occidentale del Golfo del Bengala, verso Port Blair, nelle isole Andamane e Nicobare. A bordo c'erano 29 persone. Il contatto radar con l'aereo è stato perso alle 9:12, a 280 chilometri a est di Chennai. L'operazione di ricerca e soccorso è diventata la più grande per un aereo scomparso in mare mai effettuata in India.
L'aeronautica indiana ha subito altri incidenti simili, principalmente con aerei Antonov An-32, nel 1986 e nel 2019.

## Passeggeri
A bordo dell'aereo c'erano 29 persone: sei membri dell'equipaggio, 11 membri dell'aeronautica militare indiana, due soldati dell'esercito indiano, uno ciascuno della marina militare indiana e della guardia costiera indiana e otto civili della difesa che lavoravano con il Naval Armament Depot (NAD). I civili provenivano da Visakhapatnam, nell'Andhra Pradesh.

## La scomparsa e le ricerche
L'Antonov An-32 è decollato dalla stazione aerea di Tambaram, Chennai, alle 08:30 ora locale del 22 luglio 2016. L'atterraggio a Port Blair era previsto intorno alle 11:45 ora locale. La Marina indiana e la Guardia costiera indiana hanno lanciato una vasta operazione di ricerca e salvataggio, utilizzando un sottomarino, 12 navi di superficie e cinque aerei.
Il terzo giorno dopo la scomparsa, 16 navi, un sottomarino e sei aerei sono stati dispiegati per cercare l'An-32 scomparso nel Golfo del Bengala, a circa 150 miglia nautiche (280 km) a est di Chennai. Il 1º agosto è stato confermato che l'aereo non aveva un localizzatore subacqueo (ULB). Aveva invece due trasmettitori di emergenza (ELT).
Il 15 settembre 2016, la missione di ricerca e soccorso è stata interrotta; tutte le 29 persone a bordo sono state ritenute decedute e le loro famiglie sono state notificate.
Il 12 gennaio 2024, il governo indiano ha annunciato che un veicolo subacqueo autonomo (AUV) ha trovato i detriti dell'An-32 scomparso a circa 140 miglia nautiche (260 km) nautiche dalla costa di Chennai.